# دامیان سوارز
دامیان سوارز (انگلیسی: Damián Suárez؛ زادهٔ ۲۷ آوریل ۱۹۸۸) بازیکن فوتبال اهل اروگوئه است که در پست مدافع راست برای باشگاه ختافه در لا لیگا بازی می‌کند.
وی همچنین در تیم‌های ملی فوتبال زیر ۱۷ سال، زیر ۲۰ سال اروگوئه، و اروگوئه بازی کرده‌است.